# Hàng Đẫystadion
Het Hàng Đẫystadion is een multifunctioneel stadion in Hanoi, een stad in Vietnam. Tussen 2000 en 2005 heette het stadion Sân vận động Hà Nội (San Hanoi Stadion). Het stadion wordt vooral gebruikt voor voetbalwedstrijden, de voetbalclubs Hà Nội T&T en Công An Nhân Dân F.C. maken gebruik van dit stadion.  In het stadion is plaats voor 22.500 toeschouwers.

## Zuidoost-Aziatisch kampioenschap voetbal
Verschillende keren is op het Zuidoost-Aziatisch kampioenschap voetbal gebruik gemaakt van dit stadion. Zo werden er op het toernooi van 1998 zes wedstrijden in de groepsfase gespeeld en daarnaast ook de halve finale tussen Vietnam en Thailand en de finale tussen Vietnam en Singapore (0–1). Ook op het Zuidoost-Aziatisch kampioenschap voetbal 2014 werd een van de wedstrijden hier gespeeld. Voor het toernooi van 2018 staat 1 wedstrijd gepland, de groepsfasewedstrijd tussen Vietnam en Cambodja.

## Renovatie
Om het stadion moderner te maken hebben T&T Group en het Franse bedrijf Bouygues Group in maart 2018 een samenwerkingsovereenkomst getekend om te investeren in onder andere dit stadion. Deze modernisering van het stadion gaat samen met de ontwikkeling van een nieuwe spoorlijn. Naar verwachting zal het project in totaal 1,4 miljard euro kosten. Daarvan zal 250 miljoen euro naar de renovatie van het stadion gaan. Bij de ondertekening van het project waren de secretaris-generaal van de Communistische Partij van Vietnam Nguyễn Phú Trọng en de Franse president Emmanuel Macron aanwezig.